# Товстеньківська сільська рада
Товсте́ньківська сільська́ ра́да — колишня адміністративно-територіальна одиниця та орган місцевого самоврядування в Чортківському районі Тернопільської области. Адміністративний центр — с. Товстеньке.

## Загальні відомості
- Територія ради: 29,968 км²
- Населення ради: 930 осіб (станом на 2001 рік)

## Населені пункти
Сільській раді були підпорядковані населені пункти:
- с. Товстеньке

## Історія
Сільська рада утворена у вересні 1939 року.
10 грудня 2020 року увійшла до складу Колиндянської сільської громади.

## Географія
Товстеньківська сільська рада межує з Кривеньківською, Великочорнокінецькою, Пробіжнянською сільськими радами — Чортківського району, та Жабинською та Васильківською сільськими радами — Гусятинського району. 

## Склад ради
Рада складається з 12 депутатів та голови.

### Керівний склад попередніх скликань
| Прізвище, ім'я, по батькові | Основні відомості | Дата обрання | Дата звільнення |
| --------------------------- | ----------------- | ------------ | --------------- |
| Парадовський Остап Іванович | Сільський голова  | 1990         | 1994            |
| Манорик Роман Іванович      | Сільський голова  | 1994         | 1998            |
| Манорик Роман Іванович      | Сільський голова  | 1998         | 2002            |
| Качмарський Борис Петрович  | Сільський голова  | 2002         | 2006            |
| Качмарський Борис Петрович  | Сільський голова  | 26.03.2006   | 31.10.2010      |
| Качмарський Борис Петрович  | Сільський голова  | 31.10.2010   | 25.10.2015      |
| Качмарський Борис Петрович  | Сільський голова  | 25.10.2015   |                 |

Примітка: таблиця складена за даними сайту Верховної Ради України

#### Секретарі ради
| Прізвище, ім'я, по батькові | Основні відомості | Дата обрання | Дата звільнення |
| --------------------------- | ----------------- | ------------ | --------------- |
| Пирожук Марія Дмитрівна     | Секретар          | 1990         | 1994            |
| Ляхович Галина Вікторівна   | Секретар          | 1994         | 1998            |
| Ляхович Галина Вікторівна   | Секретар          | 1998         | 2002            |
| Ляхович Галина Вікторівна   | Секретар          | 2002         | 2006            |
| Сорочка Світлана Романівна  | Секретар          | 2006         | 2010            |
| Сорочка Світлана Романівна  | Секретар          | 2010         | 2015            |
| Сорочка Світлана Романівна  | Секретар          | 2015         |                 |

### Депутати

#### VII скликання
За результатами місцевих виборів 2015 року депутатами ради стали:
1. Каськів Ганна Ярославівна
2. Кулинич Ганна Василівна
3. Андрієшин Марія Миколаївна
4. Шерстюк Ольга Василівна
5. Задорожний Богдан Михайлович
6. Мартишко Мирослава Степанівна
7. Решетуха Наталія Михайлівна
8. Капусняк Надія Ярославівна
9. Кушнір Андрій Іванович
10. Тройчак Тарас Степанович
11. Заремський Сергій Васильович
12. Польова Марія Миколаївна

#### VI скликання
За результатами місцевих виборів 2010 року депутатами ради стали:
1. Сорокопуд Михайло Казимирович
2. Яровець Володимир Вікторович
3. Івасишин Марія Василівна
4. Шмигельська Наталія Казимирівна
5. Левковська Марія Михайлівна
6. Ваврушко Михайло Петрович
7. Гопштер Аделіна Юріївна
8. Желіховський Ігор-Петро Йосипович
9. Волянська Надія Степанівна
10. Сорочка Світлана Романівна
11. Сороківська Оксана Михайлівна
12. Хоровська Світлана Адамівна
13. Грицюк Марія Володимирівна
14. Тарханова Людмила Романівна

#### V скликання
За результатами місцевих виборів 2006 року депутатами ради стали:
1. Білоус Євгенія Михайлівна
2. Пожарнюк Галина Йосипівна
3. Сорочка Світлана Романівна
4. Ваврушко Михайло Петрович
5. Сойма Олександра Степанівна
6. Гуменюк Василь Євгенович
7. Качмарський Микола Петрович
8. Дуліба Світлана Володимирівна
9. Кондратюк Юрій Адамович
10. Монастирська Ганна Ігорівна
11. Ляхович Галина Вікторівна
12. Сороківська Оксана Михайлівна
13. Мала Оксана Мирославівна
14. Рекрут Ольга Данилівна
15. Караван Володимир Михайлович

#### IV скликання
За результатами місцевих виборів 2002 року депутатами ради стали:
1. Крушна Ярослава Іванівна
2. Пожарнюк Галина Йосипівна
3. Волошин Михайло Павлович
4. Возний Володимир Михайлович
5. Бандола Роман Казимирович
6. Сойма Олександра Степанівна
7. Качмарський Микола Петрович
8. Монастирська Ганна Ігорівна
9. Гуменюк Василь Євгенович
10. Кондратюк Юрій Адамович
11. Ляхович Галина Вікторівна
12. Сороківська Оксана Михайлівна
13. Мала Оксана Мирославівна
14. Рекрут Ольга Данилівна
15. Шандала Валентина Йосифівна

#### III скликання
За результатами місцевих виборів 1998 року депутатами ради стали:
1. Сорокопуд Михайло Казимирович
2. Сукшинська Леся Романівна
3. Бандола Роман Казимирович
4. Шепетько Богданна Михайлівна
5. Гуменюк Ольга Казимирівна
6. Качмарська Марія Богданівна
7. Качмарський Борис Петрович
8. Дутка Василь Ількович
9. Желіховський Ігор Йосипович
10. Ляхович Галина Вікторівна
11. Гіль Адам Володимирович
12. Рекрут Ганна Юліанівна
13. Шандала Валентина Йосипівна
14. Бесяда Михайло Іванович
15. Кухар Марія Йосипівна

#### II скликання
За результатами місцевих виборів 1994 року депутатами ради стали:
1. Білінська Галина Володимирівна
2. Волочій Марія Адамівна
3. Вахівський Тарас Володимирович
4. Ільницький Ярослав Володимирович
5. Ваврушко Михайло Петрович
6. Власюк Осипа Володимирівна
7. Ляхович Галина Вікторівна
8. Кузишин Степан Казимирович
9. Хоровський Іван Едуардович
10. Оліярник Євген Йосипович
11. Картофель Євген Мирославович

#### I скликання
За результатами місцевих виборів 1990 року депутатами ради стали:
1. Мацейко Марія Едуардівна
2. Шепетько Юрій Олексійович
3. Сороківська Ганна Іванівна
4. Ільницька Ірина Василівна
5. Чайківська Марія Антонівна
6. Кіт Емілія Євстахівна
7. Попель Дарія Володимирівна
8. Шепетько Богдана Михайлівна
9. Шевчук Володимир Степанович
10. Гопштер Іванна Степанівна
11. Стус Оксана Іванівна
12. Польовий Роман Омелянович
13. Парадовський Остап Іванович
14. Пирожук Марія Дмитрівна